# Милчо Манчевски
Милчо Манчевски (Скопље, 18. октобар 1959) македонски је филмски режисер, сценариста, писац и фотограф. 

## Биографија
Студирао је историју уметности и археологије на Филозофском факултету у Скопљу пре него што се преселио у САД и 1983. године дипломирао на Факултету за филм и фотографију на Универзитету у Јужном Илиноису.
Манчевски је аутор књиге „Дух моје мајке“ (мкд. Духот на мајка ми), објављена у Њујорку, текстове бенда Бастион, као и већег броја музичких спотова и реклама. Појављује се као глумац у неколико филмова и у једној позоришној представи.
Њујорк тајмс укључио је његов филм Пре кише (1994) у свом водичу за попис најбољих 1.000 филмова икада направљених. Манчевски је режирао још четири филма Прашина (2001), Сенке (2007), Мајке (2010), Бикини Мун (2017), као и кратке Крај Времена (2017), Четвртак (2013) Македонија Вечна (2009), Тенеси (1991) и 1.73 (1984). Манчевски је аутор две изложбе фотографија, дела фикције, књига, есеја и уметничких перформанса. Његова дела имају више од 250 пројекције на фестивалима (укључујући Венецију, Берлин, Торонто, Сао Пауло, Истанбул, Токио, Јерусалим, Хонг Конг, Стокхолму, итд). Његови филмови су дистрибуирани у више од 50 земаља. Његов рад је укључен у наставни програм бројних универзитета а био је предмет две академске конференције (у Фиренци и Лајпцигу) и има почасни докторат из Москве ВГИК. Предаје на Факултету за дипломске студије на Бруклин Колеџу на Градском универзитету у Њујорку. Његове претходне позиције укључују наставе на Шангајском универзитету у Кини, ВГИК у Москви, ЕИЦТВ у Куби, Универзитет у Ваљадолид, Институт за напредне студије Мађарска и Школа уметности Тиш, на Универзитету у Њујорку.
Добитник је више награда и признања. Филм Пре кише (1994) је добио више од 30 награда, између осталог, награђен је Златним лавом за најбољи филм на Фестивалу у Венецији. Филм је био номинован за Оскар у категорији најбољи страни филм.
Тренутно ради као универзитетски професор у Америци, а током лета 2008. године је посетио Београд да би присуствовао ретроспективи својих филмова и одржао низ предавања младим уметницима.

## Филмови
- Пре кише (1994)
- Прашина (2001)
- Сенке (2007)
- Мајке (2010)
- Бикини Мун (2017)
- Врба (2019)
- Кајмак (2022)

## Краткометражни
- Крај Времена (2017)
- Четвртак (2013)